# Poniatowski (família polonesa)

Mort del príncep Józef Antoni Poniatowski en caure-li el cavall sobre d'ell

Poniatowski (Família noble de Polònia, originaria d'Itàlia i descendent de Giuseppe Salinguerra Torelli (1612-1650), net per part del pare, Salinguerra IV, del comte Pomponio de Montechiarugolo, que s'escapoli sent molt infant, amb el seu cosí Adrià, als satèl·lits del duc de Parma, mercès a l'abnegació dels frares recol·lectes de Montechiarugolo, els quals el portaren a Gualteri, a cura de la seva tia la comtessa Bentivoglio, que va tenir cura de la seva educació.
Cridat pels Maciciowski, tinguts per parents dels Torelli, es traslladà Giuseppe Salinguerra a Polònia, on, aprofitant el privilegi de la noblesa concedit als seus avant-passats, s'etablí, adaptà el seu nom a l'idioma del país, anomenant-se Cioleck, i va contraure matrimoni amb Sophie, filla i hereva del comte lituà Albert de Poniatow o Poniatowski, cognom adoptat pels seus successors, creats prínceps el 1764.
- Franciszek Poniatowski (1651-1691), possible fundador de la dinastia Poniatowski. Casat amb Helena Poniatowska (1656-1732).
- Estanislau August Poniatowski (1676-1762), fou un comandant militar, diplomàtic i noble militar polonès. Casat amb Konstancja Czartoryska
- Jan Cioleck Poniatowski (1630-1651), fill de Giuseppe, va fer tota la guerra contra el rei Carles X Gustau de Suècia, en la qual va rebre ferides tant greus que li causaren la mort. De la seva esposa Eduvigis Maciejowski deixà un fill únic de nom Franciszek (1651-1691), que seguí a Joan III Sobieski en les seves expedicions i fou pare d'Estanislau, casat amb Konstancja Czartoryska i, el que segons alguns suposen nascut de relacions secretes del príncep Sapieha el Jove, gran general de Lituània amb una hebrea i solament fill adoptiu de Franciszek.
- Konstancja Czartoryska (1700-1759), casada amb Estanislau August Poniatowski (1676-1762).
- Kazimierz fill de Estanislau (1721-1800), gran camarlenc de la corona, criat principalment com els seus germans (1764) casat amb Apolonia Ustrzycka.
- Franciszek Poniatowski (1723-1749), era germà de Kazimierz, canonge de la catedral de Cracòvia que patia epilèpsia
- Aleksander Poniatowski (1725-1744), era germà de Kazimierz, oficial assassinat a Renània-Palatinat durant la Guerra de Successió Austríaca.
- Ludwika Maria Poniatowska (30 de novembre de 1728 - 10 de febrer de 1781), era germana de Kazimierz que es va casar el 1745 amb Jonas Jokūbas Zamoiskis (1716-1790)..
- Izabella Poniatowska per casament, Izabella Branicka (1730-1808) era germana de Kazimierz,
- Estanislau August Poniatowski (1732-1798), germà de Kazimierz i últim rei de Polònia.
- Andrzej Poniatowski (1735-1773), era germà dels anteriors, fou general austríac, príncep el 1765, casat amb la princesa Maria Theresia Gräfin Kinsky von Wchinitz und Tettau (1736 - 1806).
- Michał Jerzy Poniatowski, fill també d'Stanisław (1736-1794), arquebisbe de Gniezno, primer príncep i primat de Polònia, cavaller de Sant Stanisław de la Àguila Blanca.
- Stanisław, fill de Kazimierz, fou gran tresorer de Lituània, senyor de Panolia, general i, per acabar, conseller secret del Tsar Pau I de Rússia; va viure a Viena, després a Roma, on reuní una bella col·lecció arqueològica i, finalment a Florència, ciutat en la que morí deixant als seus fills naturals, després legitimats, Carles i Josep patricis florentins amb el títol de prínceps de Monte Rotondo.
- Stanisław Augusto, fill de Josep Antoni, Florència 1835, fixà la seva residència a París.
- Joseph Poniatowski, (Varsòvia, 18 de desembre, 1809 - Tlemcen (Algèria) 19 de febrer, 1855. Era fill de Józef Antoni Poniatowski.
- Józef Antoni Poniatowski (1762-1813), fill d'Andrzej i la princesa Konstancja Czartoryska, deixà un fill natural, Joseph, n. a Potocka el 1809 i m. a Algeria el 1855, era germà de la comtessa Maria Teresa Poniatowska.
- Maria Teresa Poniatowska (1760 - 1834) pertanyent a la noblesa polonesa, coneguda com la neboda del rei Estanislau August Poniatowski.
- Zofia Agnieszka Poniatowska (c. 1685 – Cracòvia, 6 de maig de 1763) filla del cisacogrodzki de Wyszogród Franciszek Poniatowski i Helena Niewiarowska (coneguda com a Helena Poniatowska), tia del rei polonès Estanislau August Poniatowski.
- Katarzyna Poniatowska (1756 - 1773) filla de Kazimierz.
- Konstancja Poniatowska (1759 - 1830), fou una nobla polonesa, neboda del rei Estanislau August Poniatowski. Konstancja era filla de Kazimierz Poniatowski i Apolonia Ustrzycka, i es casà amb Ludwik Skumin Tyszkiewicz el 4 d'abril de 1775 a Varsòvia. Va ser una de les amigues més properes del ministre d'Afers Exteriors francès, Charles Maurice de Talleyrand-Périgord.

## Galeria familiar

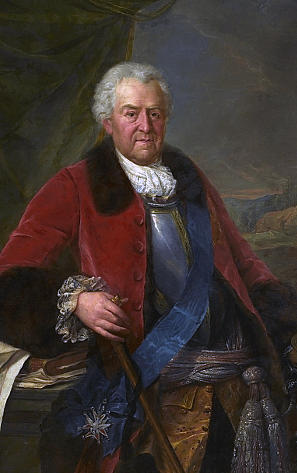
Estanislau August Poniatowski (1676-1762)
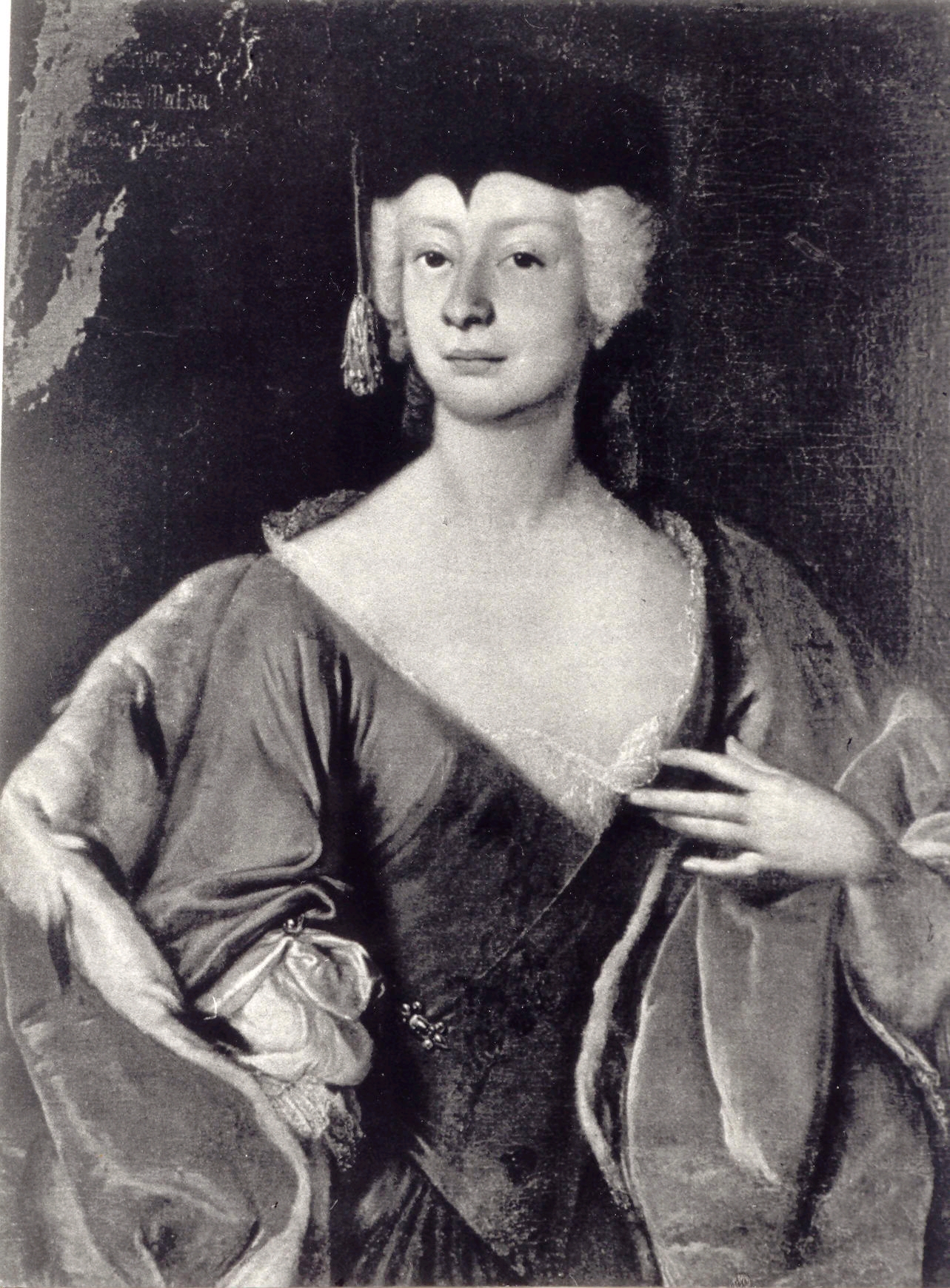
Konstancja Czartoryska Poniatowska
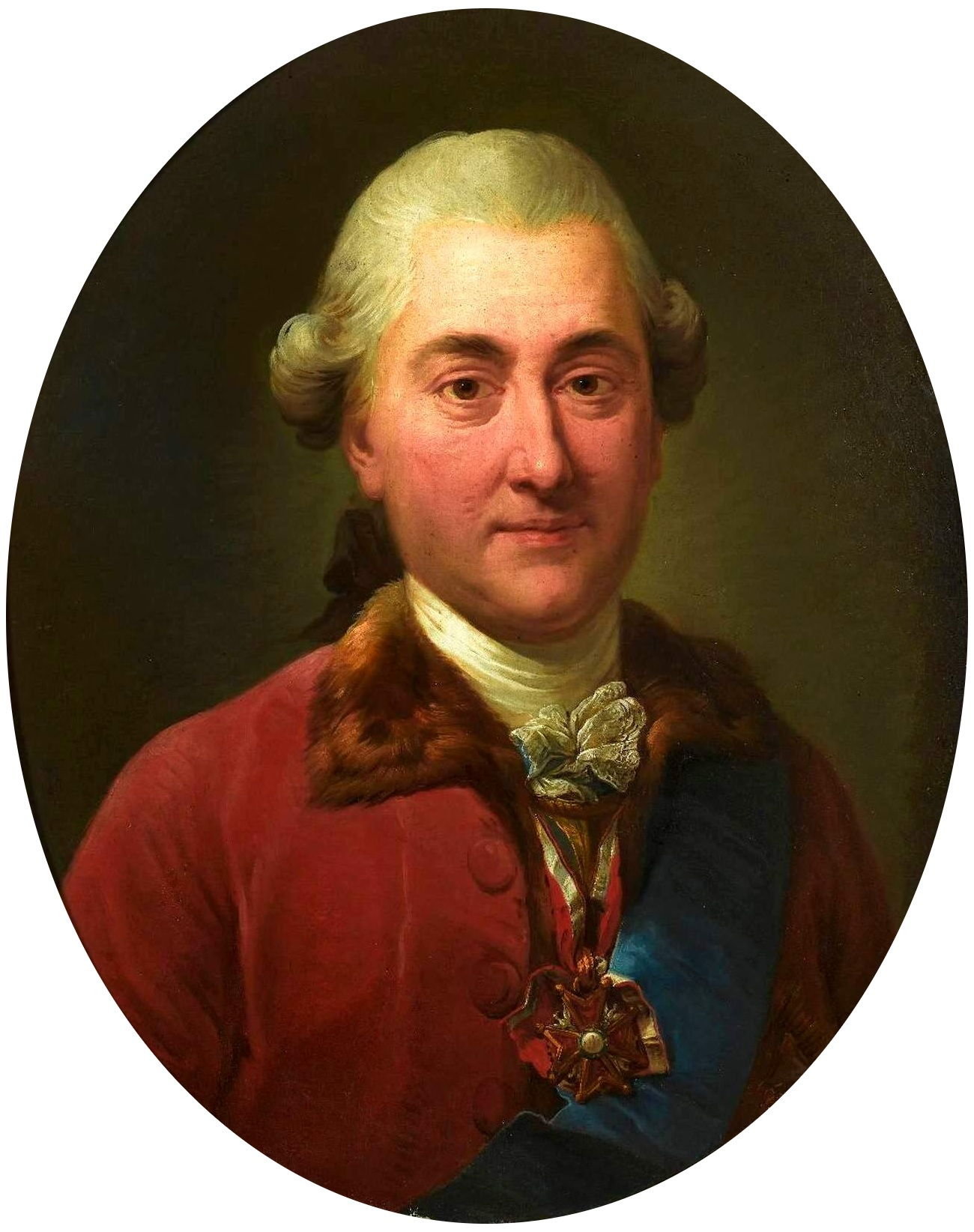
Kazimierz Poniatowski
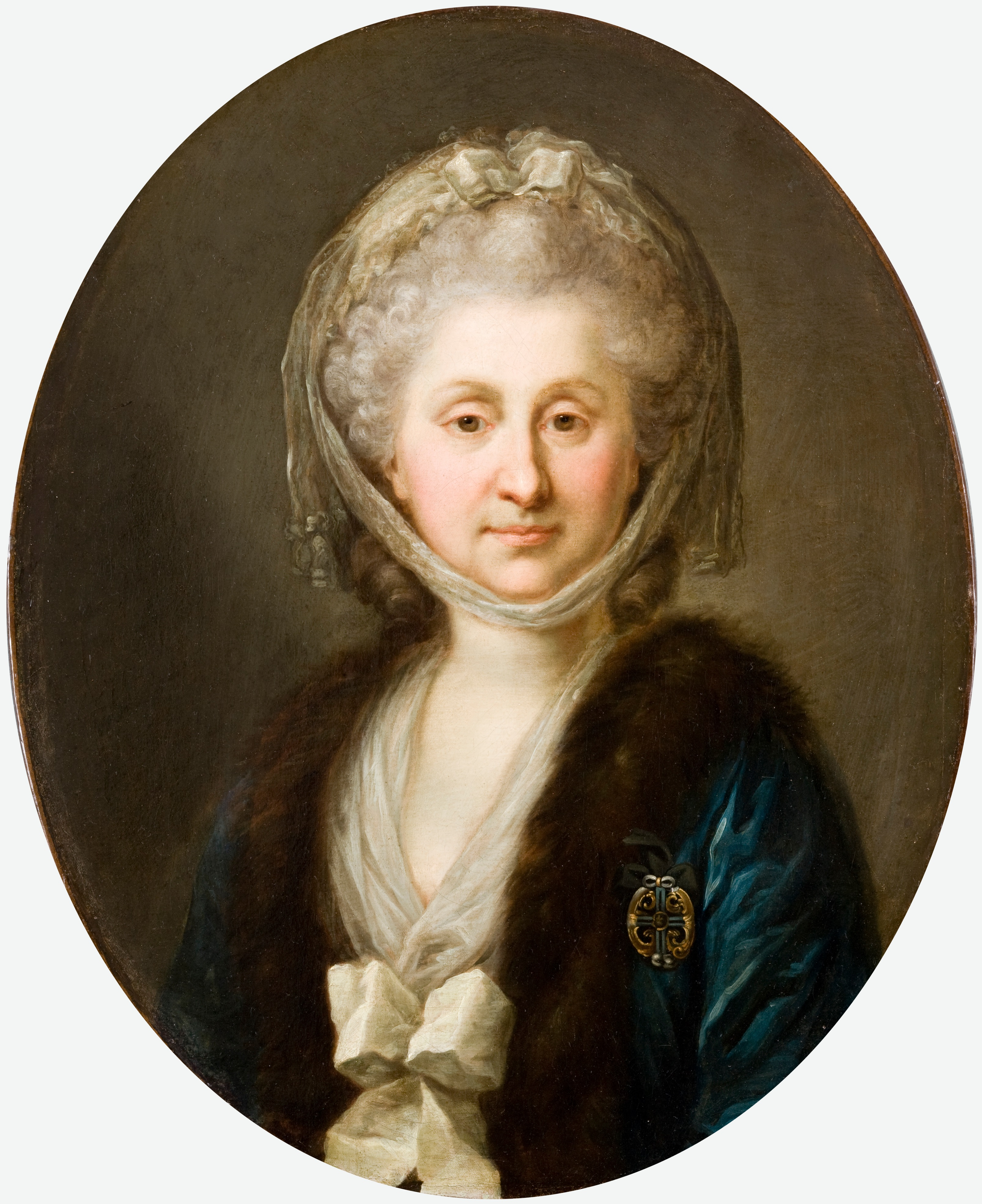
Ludwika Maria Poniatowska
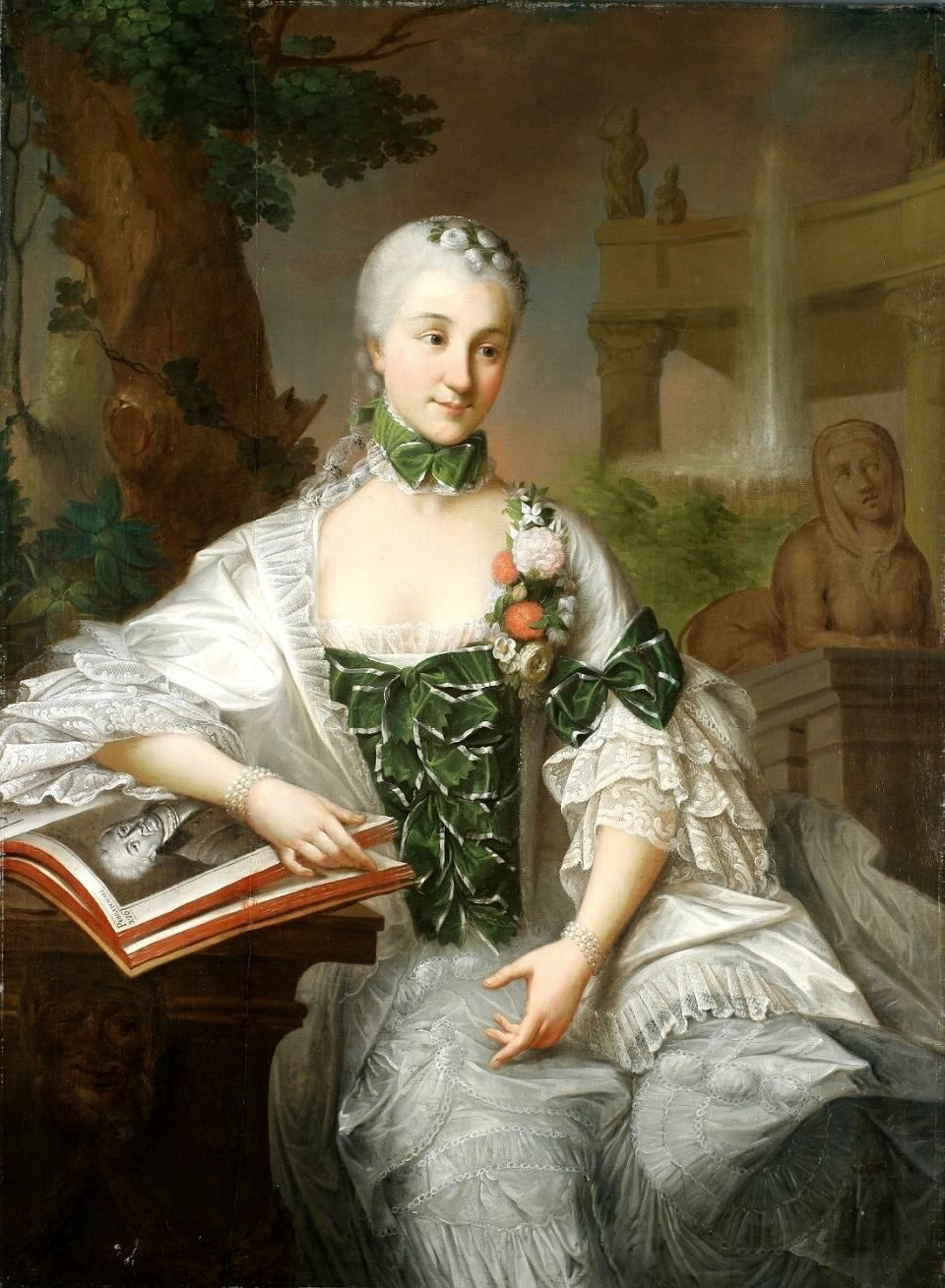
Izabella Poniatowska Branicka
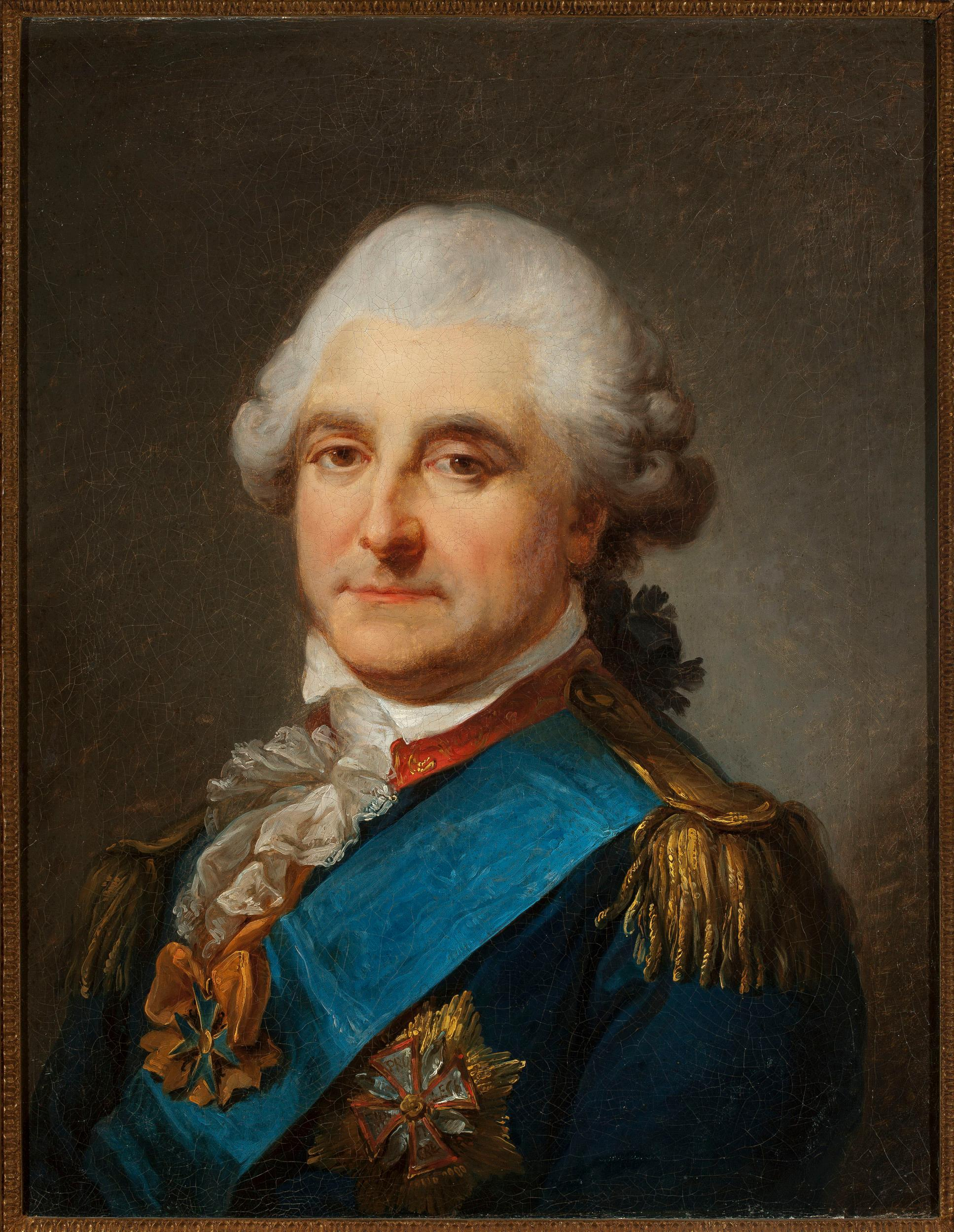
Estanislau August Poniatowski (1732-1798),
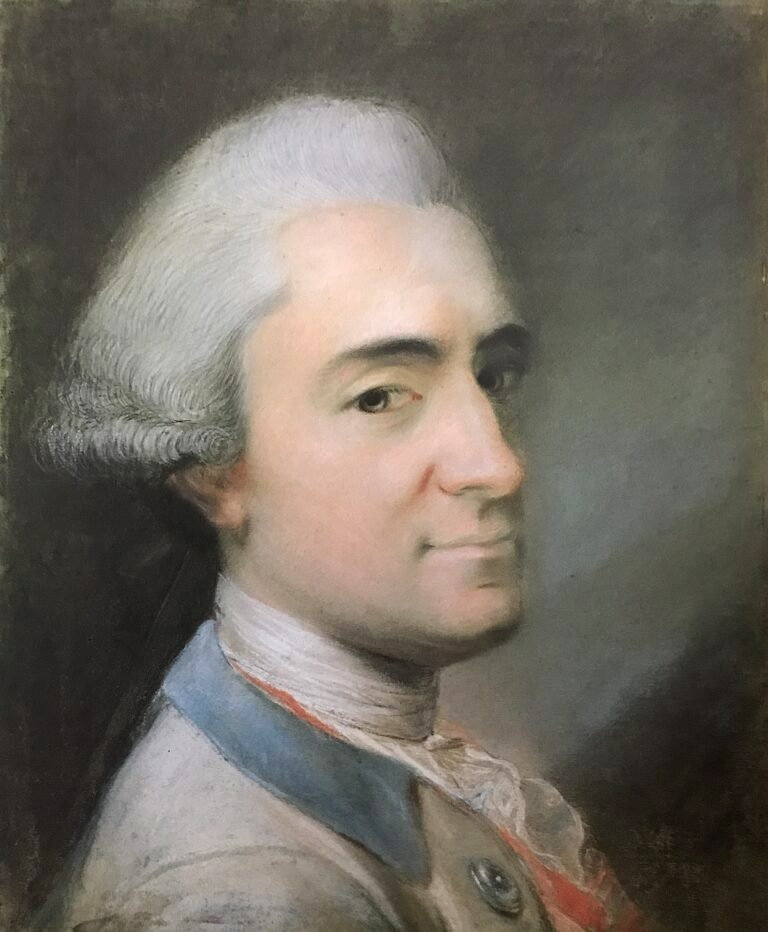
Andrzej Poniatowski
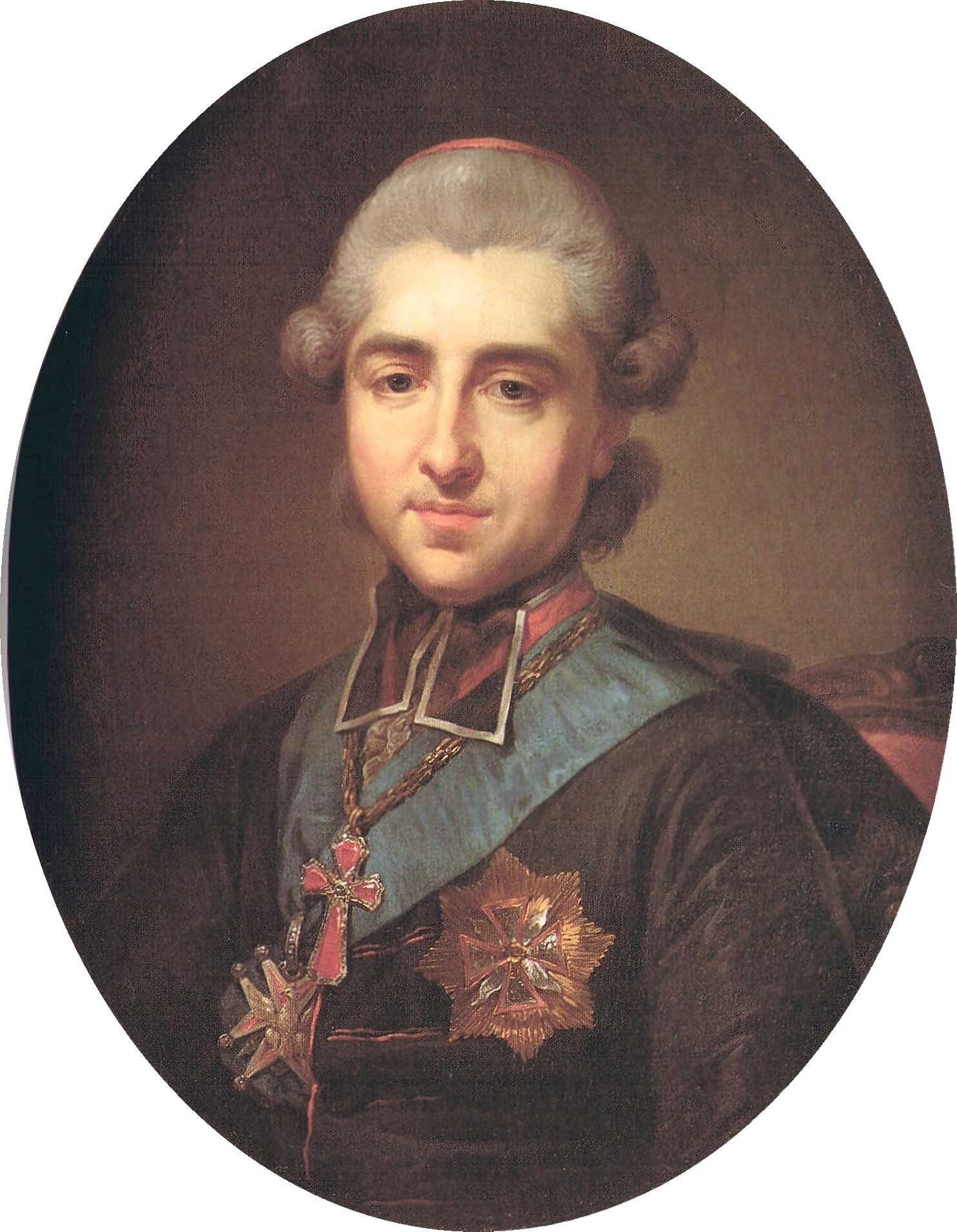
Michal Jerzy Poniatowski
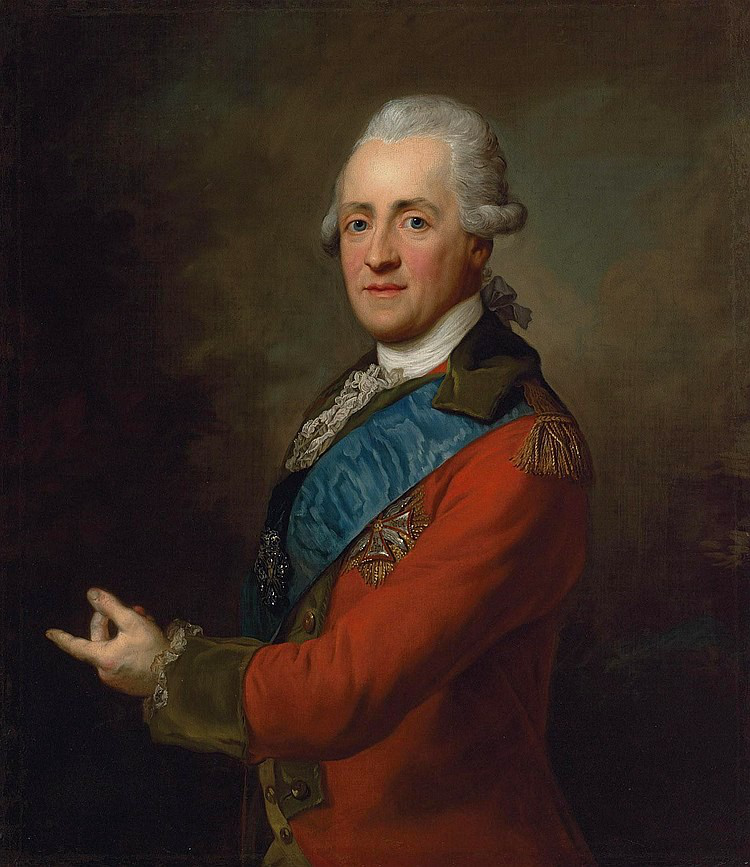
Stanisław Poniatowski (1754-1833)
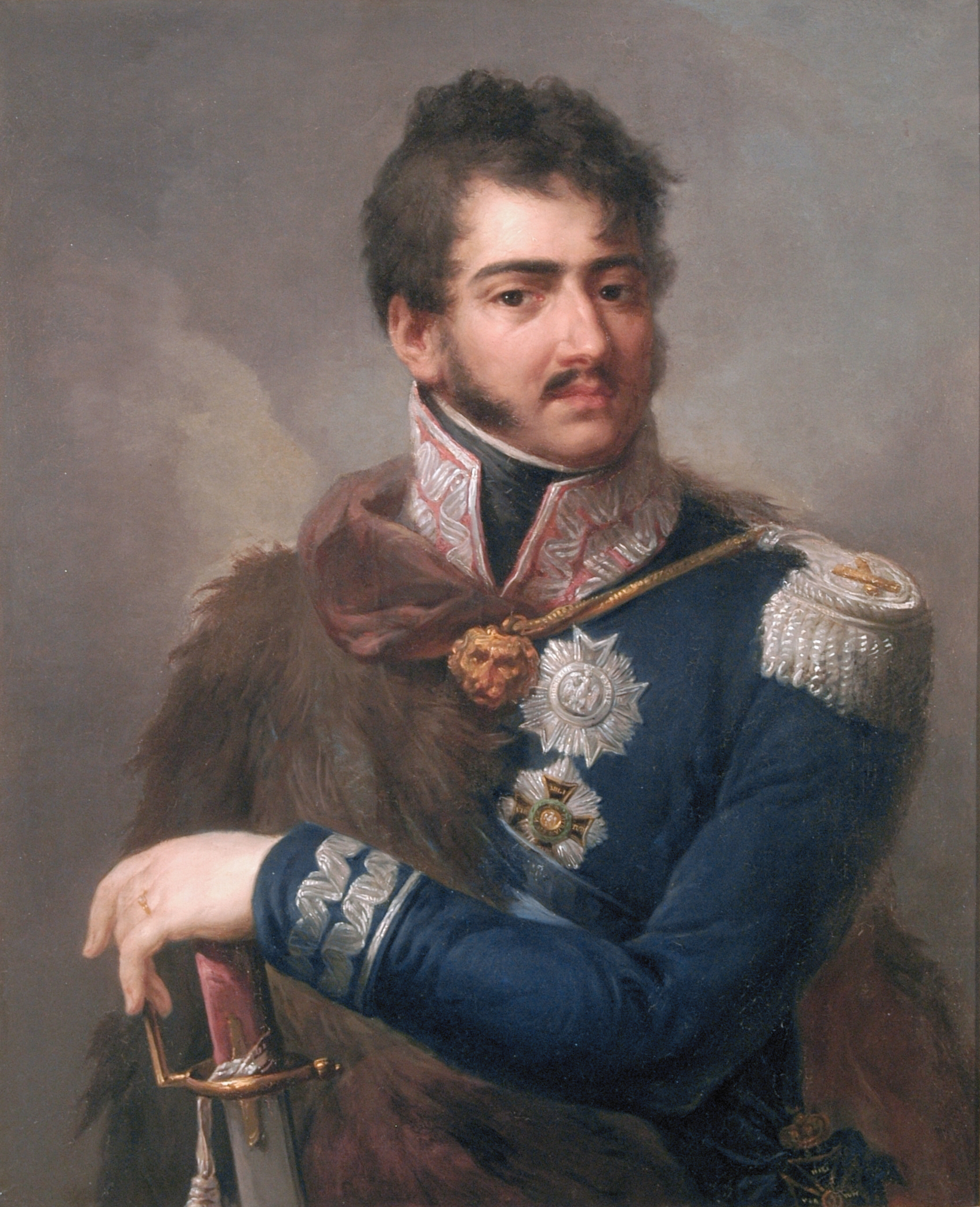
Józef Antoni Poniatowski
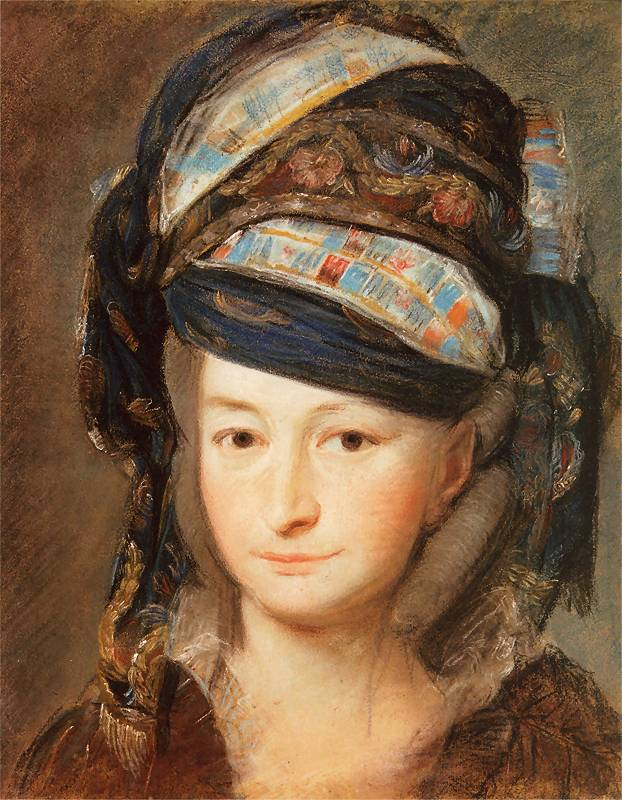
Maria Teresa Poniatowska